# Monoclona furcata
Monoclona furcata är en tvåvingeart som beskrevs av Oskar Augustus Johannsen 1910. Monoclona furcata ingår i släktet Monoclona och familjen svampmyggor. Inga underarter finns listade i Catalogue of Life.